# Kai-Uwe Hinrichs

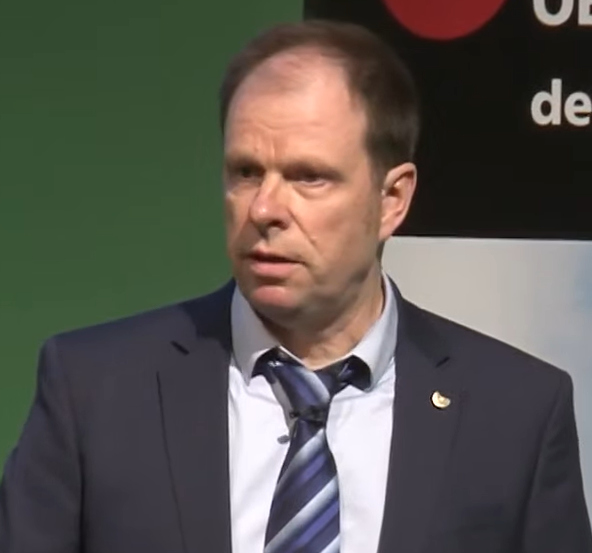
Hinrichs, 2019

Kai-Uwe Hinrichs (* 6. November 1963) ist ein deutscher Geochemiker (organische Geochemie).

## Werdegang
Hinrichs studierte Chemie an der Universität Oldenburg mit dem Diplom 1994 und der Promotion 1997. Als Post-Doktorand war er von 1997 bis 2000 bei der Woods Hole Oceanographic Institution und erhielt dort 2000 eine feste Anstellung. 2002 wurde er Professor für organische Geochemie an der Universität Bremen (Marum). Daneben war er von 2004 bis 2010 Adjunct Scientist in Woods Hole. 
Hinrichs untersucht den Einfluss von Mikroben auf den Zyklus von Elementen auf der Erde, insbesondere den Kohlenstoffzyklus. Dafür identifiziert er organische Moleküle als Biomarker für bestimmte mikrobielle Prozesse. Er wies nach, dass in der tieferen Biosphäre Archaebakterien nicht nur Methan, sondern auch komplexere Kohlenwasserstoffe wie Ethan und Propan produzieren und dass es auch Methan verbrauchende Archaebakterien gibt. Er untersuchte auch verschiedene Massenaussterben.

## Auszeichnungen
- 2011 Gottfried Wilhelm Leibniz-Preis,[1]
- 2017 die C. C. Patterson Medaille der Geochemical Society
- 2020 die Alfred Treibs Medaille
- 2019 wurde er Mitglied der Leopoldina.

Er erhielt zwei ERC Advanced Grants (2009, 2014).

## Schriften (Auswahl)
- mit J. M. Hayes, E. F. DeLong u. a.: Methane-consuming archaebacteria in marine sediments, Nature, Band 398, 1999, S. 802–805.
- mit V. J. Orphan, E. F. DeLong u. a.: Methane-consuming archaea revealed by directly coupled isotopic and phylogenetic analysis, Science, Band 293, 2001, S. 484–487.
- mit L. R. Hmelo, S. P. Sylva: Molecular fossil record of elevated methane levels in late Pleistocene coastal waters, Science, Band 299, 2003, S. 1214–1217.
- mit J. M. Hayes u. a.: Biological formation of ethane and propane in the deep marine subsurface, Proc. Nat. Acad. Sci. USA, Band 103, 2006, S. 14684–14689.
- mit J. F. Biddle u. a.: Heterotrophic Archaea dominate sedimentary subsurface ecosystems off Peru, Proc. Nat. Acad. Sci. USA, Band 103, 2006, S. 3846–3851.
- mit S. J. Lipp u. a.: Significant contribution of Archaea to extant biomass in marine subsurface sediments, Nature, Band 454, 2008, S. 991–994.
- mit F. Schmidt u. a.: Molecular characterization of dissolved organic matter in pore water in continental shelf sediments, Geochimica et Cosmochimica Acta, Band 73, 2009, S. 3337–3358.
- mit F. Schubotz u. a.: Detection of microbial biomass by intact membrane lipid analysis in the water column and surface sediments of the Black Sea, Environmental Microbiology, Band 11, 2009, S. 2720–2734.
- mit J. C. Sepúlveda u. a.: Rapid resurgence of marine productivity after the Cretaceous-Paleogene mass extinction, Science, Band 326, 2009, S. 129–132.